# Anoplodera sibirica
Anoplodera sibirica là một loài bọ cánh cứng trong họ Cerambycidae.